# (38473) 1999 TA85
1999 TA85 (asteroide 38473) é um asteroide da cintura principal. Possui uma excentricidade de 0.12564450 e uma inclinação de 1.32198º.
Este asteroide foi descoberto no dia 14 de outubro de 1999 por Spacewatch em Kitt Peak.